# 金灯心草
金灯心草（学名：Juncus kingii）为灯心草科灯心草属的植物。分布在尼泊尔以及中国大陆的西藏、云南、四川等地，生长于海拔4,100米至5,000米的地区，多生在路旁、山坡及灌丛草甸中，目前尚未由人工引种栽培。

## 别名
吉隆灯心草（植物分类学报）

## 异名
- Juncus longibracteatus A. M. Lu et Z. Y. Zhang